# Willie Buchan
William Ralston Murray « Willie » Buchan (né le 17 octobre 1914 et mort le 6 juillet 2003) est un footballeur écossais du Celtic FC qui fut décisif lors de la finale de la coupe d'Écosse lors de l'affluence record (plus de 135 000 personnes) de 1937 entre le Celtic FC et Aberdeen FC (2-1 pour les Celts).